# Tamatia bifascié
Hypnelus bicinctus
Espèce
Statut de conservation UICN

 LC  : Préoccupation mineure
Le Tamatia bifascié (Hypnelus bicinctus) est une espèce d'oiseaux de la famille des bucconidés (ou Bucconidae).

## Répartition
Cette espèce se trouve au nord du Venezuela.

## Taxinomie
En 2013, le Congrès ornithologique international, dans sa classification de référence (version 3.3), donne à la sous-espèce Hypnelus ruficollis bicinctus le statut d'espèce à part entière, Hypnelus bicinctus. Cette évolution est justifiée par l'isolement de l'espèce qui ne s'hybride que rarement avec les populations de Hypnelus ruficollis génétiquement proches.